# Cuccioli (serie animata)
Cuccioli è una serie animata prodotta dal 2002 da Gruppo Alcuni e Rai Fiction è composta da 5 stagioni per un totale di 156 episodi da 13 minuti ciascuno.
La serie è stata ideata da Sergio e Francesco Manfio, i personaggi sono stati realizzati graficamente dal disegnatore della Disney Italia Giorgio Cavazzano.
La serie è stata venduta in circa 40 paesi, fra cui: Russia, India, Cina, Stati Uniti, Corea del Sud, Grecia, Ucraina e nella zona del Medio Oriente. Il 22 gennaio 2010 è uscito nelle sale il lungometraggio di animazione tratto dalla serie: Cuccioli - Il codice di Marco Polo, prodotto in animazione 3D, mentre nel marzo 2014 è uscito il secondo film intitolato Cuccioli - Il paese del vento.
Nel 2010 è andato in onda il primo spin-off della serie, composto da 26 episodi, intitolato Cuccioli - Progetto Acqua H2Ooooh! e prodotto in collaborazione con l'UNESCO.
Dal 2016 va in onda su Rai Yoyo la serie spin-off/prequel Mini cuccioli, con protagonisti i cuccioli da bambini. Ad oggi, il secondo spin-off conta 3 stagioni (ognuna composta da 52 episodi) e 1 film.
La quinta stagione, oltre a essere disponibile su RaiPlay, è presente anche nel catalogo di Netflix e inoltre viene ancora replicata su Rai Yoyo.
La grafica è stata realizzata da Giorgio Campioni.

## Ambientazioni
- Prima stagione: Dall'Australia a Venezia (26 episodi) o Una crociera indimenticabile

Nella prima serie i Cuccioli sono impegnati in un viaggio che li porta da Auckland a Venezia, dove si ricongiungeranno con i loro padroncini. Durante il percorso si confronteranno con diverse specie di animali, autoctoni delle zone dove approdano. Dal punto di vista etologico, grazie alla consulenza del Professor Danilo Mainardi, gli animali sono fedeli a quelli realmente esistenti.
- Seconda stagione: Sulle tracce di Marco Polo (26 episodi)

La seconda serie vede i Cuccioli impegnati in un viaggio nella storia lungo la rotta seguita da Marco Polo, grazie ad una cornice magica che fa viaggiare nel tempo. Le avventure dei sei indivisibili amici ci avvicineranno alle leggende e alle ambientazioni descritte dal mercante veneziano ne Il Milione, con l'aggiunta di alcune note di colore e sempre all'insegna di ironia e divertimento.
- Terza stagione: Nel Bosco di Mezzo (26 episodi)

La terza serie è ambientata in un mondo magico, popolato da: folletti, gnomi, fate e misteriose creature. I Cuccioli, osteggiati dalla terribile e infida Maga Cornacchia (già incontrata in varie puntate delle prime due stagioni), si sapranno far valere e ancora una volta si lanceranno in un fantastico viaggio ricco di avventura. Li accompagna il simpatico folletto Lep, che grazie alla sua conoscenza del posto, molto spesso li toglierà dai pasticci.
- Quarta stagione: Il Mistero dei 26 Gabbiani o La Pozione portata dal Vento (26 episodi)

La quarta stagione è ambientata cronologicamente subito dopo la terza. In questa ennesima avventura intorno al mondo, i Cuccioli viaggeranno attraverso le civiltà del passato, alla ricerca di 26 preziose perle (una per episodio) che consentiranno loro di creare la magica pozione portata dal vento per contrastare il diabolico piano di Maga Cornacchia.
- Quinta stagione: La magia che cancella il passato - La pozione non scritta (52 episodi)

La quinta stagione è ambientata cronologicamente subito dopo il primo film. Nella prima parte Maga Cornacchia cercherà di creare un incantesimo potente per eliminare tutte le sconfitte ricevute in passato. I Cuccioli si metteranno all'opera ancora una volta per impedirne la creazione. La seconda metà, invece, è ambientata all'interno di vari libri famosi, dove i cuccioli entreranno tramite un incantesimo e cercheranno di impedire un'altra malefatta di Maga Cornacchia.

## Personaggi
- Olly - La scaltra e saggia gattina leader del gruppo, ha modi spicci e sbrigativi, con un linguaggio diretto e colorito. Doppiatrice originale: Monica Ward.
- Portatile - Il colto, pacato e dolcissimo cane letterato, usa un linguaggio forbito ed è una vera miniera di informazioni. Si chiama così perché da piccolo ha ingoiato un telefono portatile, che talvolta squilla nel suo stomaco. Doppiatore originale: Paolo Lombardi.
- Diva - La vanitosa e impulsiva paperella esperta di moda. Con la sua comica pretesa di essere una primadonna, spesso caccia nei guai il gruppo. Si sfoga dei fallimenti delle sue pretese dando pugni in testa a Cilindro. Doppiatrice originale: Laura Lenghi.
- Cilindro - L'imbranato e pasticcione coniglio atleta. È innamorato perso di Diva, che però lo ricambia solo con pugni in testa. Doppiatore originale: Edoardo Nevola.
- Pio - L'eccentrico e buffo ranocchio. È un abile imitatore, facoltà che aiuterà spesso i protagonisti a cavarsi dai guai. Parla con una forte "R" moscia ed è quasi sempre lui ad interpretare i cartelli di Senzanome. Doppiatore originale: Luigi Rosa.
- Senzanome - Il più piccolo del gruppo. È un pulcino che non ha mai imparato a parlare e si esprime utilizzando dei cartelli raffiguranti oggetti di ogni tipo. Molte volte le figure prendono forma e i Cuccioli utilizzano gli oggetti creati per cavarsi d'impaccio.
- Lep - Un elfo del Bosco di Mezzo che aiuta i Cuccioli a fermare Maga Cornacchia. Doppiatore originale: Oliviero Dinelli.
- Maga Cornacchia -  la terribile ed infida strega cornacchia, nemica giurata dei Cuccioli e antagonista principale della serie. Il suo obbiettivo è diventare la sovrana di tutto il Bosco di Mezzo per mezzo di vari incantesimi (l'incantesimo burattino, la pozione portata dal vento, la pozione che cancella il passato, la pozione non scritta), ma viene sempre ostacolata e sconfitta dai Cuccioli. Doppiatrici originali: Paola Giannetti (2°, 3° e 5° stagione) e Graziella Polesinanti (4° stagione).
- Canbaluc e Cuncun - I due ermellini scagnozzi di Maga Cornacchia, fedeli, ma un po' sciocchi e pasticcioni. Cambaluc è spesso raffigurato come il cervello del duo, mentre Cuncun è il più tonto. Doppiatori originali: Franco Mannella e Enrico Di Troia.
- Il Capitano e Omar - Sono due loschi marinai antagonisti ricorrenti delle prime due stagioni che si danno ad attività criminali come il contrabbando o la pirateria, ma vengono sempre fermati dai Cuccioli. Il Capitano è il cervello del duo, mentre Omar è l'abitato tonto.
- Signore della Corte Maledetta - Un terribile drago rosso sputafuoco sovrano della Corte Maledetta con cui Maga Cornacchia si allea durante la terza stagione per riprendersi la sua agenda. Doppiatore originale: Antonio Palumbo.
- Falco - Un falco inetto e pigro aiutante del Signore della Corte Maledetta. Doppiatore originale: Marco Bresciani.
- Bislacco - Un elfo guercio e poco sveglio servo del Signore della Corte Maledetta che spesso litiga con Falco. Doppiatore originale: Silvio Anselmo.
- I 26 gabbiani - Sono dei gabbiani (di solito statue o effigi) sparsi nel tempo che, durante la quarta stagione, daranno ai Cuccioli delle informazioni su come trovare le 26 perle. Doppiatore originale: Luigi Ferraro.
- Ambrogio - L'avvoltoio maggiordomo di Maga Cornacchia apparso a partire dal primo film. Rispetto a Cambaluc e Cuncun, è decisamente lo scagnozzo più intelligente e fedele di Maga Cornacchia. Doppiatore originale: Gerolamo Alchieri.
- Piccolo Mago - Un giovane mago ex prigioniero di Maga Cornacchia e amico dei Cuccioli. Doppiatore originale: Manuel Meli.
- Aldo - Un pavido gufo curatore della biblioteca più antica di Venezia con un marcatissimo accento napoletano. Doppiatore originale: Pino Ammendola.
- Mago Onofrio - È il saggio capo del Gran Collegio dei Maghi che, durante la quinta stagione, si incammina verso la Provincia dell'Oscurità per fermare Maga Cornacchia. Si scoprirà essere il padre di Piccolo Mago. Doppiatore originale: Angelo Nicotra.

## La sigla
In tutte le stagioni, escluso lo spin-off Mini cuccioli, la sigla è una sola, mentre cambiano le immagini e le parole (anche se le prime due serie hanno lo stesso testo) a seconda di dove la serie è ambientata.

## Stagioni, spin-off e film

### Stagioni
| Stagione         | Stagione                                                 | N. episodi | Prima TV Italia  |
| Numero           | Titolo                                                   | N. episodi | Prima TV Italia  |
| ---------------- | -------------------------------------------------------- | ---------- | ---------------- |
| Prima stagione   | Dall'Australia a Venezia                                 | 26         | 21 ottobre 2003  |
| Seconda stagione | Sulle tracce di Marco Polo                               | 26         | 29 novembre 2005 |
| Terza stagione   | Nel Bosco di Mezzo                                       | 26         | 6 marzo 2008     |
| Quarta stagione  | Il mistero dei ventisei gabbiani                         | 26         | 1º dicembre 2009 |
| Quinta stagione  | La Magia che cancella il passato; La pozione non scritta | 52         | 21 marzo 2012    |

### Spin-off
| Primo spin-off   | Cuccioli - Progetto Acqua H2Ooooh! | 26  | 24 maggio 2010 |
| Secondo spin-off | Mini cuccioli                      | 156 | 17 aprile 2016 |

### Film
| Primo film    | Cuccioli - Il codice di Marco Polo  | 22 gennaio 2010 |
| Secondo film  | Cuccioli - Il paese del vento       | 27 marzo 2014   |
| Film spin-off | Mini cuccioli - Le quattro stagioni | 25 ottobre 2018 |

## Episodi

### Prima stagione
1. Una crociera indimenticabile
2. Il canto dell'orca
3. Il tigrotto della Malesia
4. Il pesce Arciere
5. L'isola del tesoro
6. La leggenda di Otoi
7. I gatti pescatori
8. La perla gigante
9. La filarmonica granchio
10. Le olimpiadi della giungla
11. L'urlo di Tarzan
12. Sulle tracce di Robinson
13. La prova del coraggio
14. Il verso del tucano
15. E vissero felici e contenti
16. Lezione di sci
17. L'arco Maya
18. La pepita cavolfiore
19. Il temerario Ulan
20. Miss Universo
21. Nella terra dei procioni
22. L'elmo vichingo
23. Il fantasma clown
24. La mummia
25. L'istrice arciere
26. Arrivo a Venezia

### Seconda stagione
1. Sulle tracce di Marco Polo
2. La montagna dell'arca
3. L'oro del sultano
4. Sette navi cariche di terra
5. Il manto nero
6. La tigre albina
7. Il pappagallo imitatore
8. Gli spiriti del deserto
9. Cenerentola non si può fare
10. L'enigma delle sette pietre
11. Il palazzo di canne
12. Gara tra maghi
13. Il labirinto
14. Le tracce di riso
15. Il calendario
16. Il re d'oro
17. Le perle bianche
18. Il circo orientale
19. L'unicorno
20. La casa sull'albero
21. Zucche intelligenti
22. Il rubino rosso
23. L'aquila minatrice
24. I pirati
25. La figlia di Caidu
26. La provincia dell'oscurità

### Terza stagione
1. Il libro della Maga Cornacchia
2. Il passaggio segreto
3. La pergamena
4. La curiosa partita
5. Ridi, che ti passa!
6. L'erba dello smarrimento
7. Provaci ancora, Cilindro!
8. La grotta del tempo
9. Il lago solitario
10. Il cartello scomparso
11. La leggenda del lupo
12. Il filtro della bellezza
13. L'isola dei curiosi
14. L'erba affamata
15. Un diamante non è per sempre
16. La grande sfida delle zucche
17. Il segreto che non si risolve
18. La bufonite
19. Il guardiano del tempo
20. Il fiore rosso
21. L'erba lucente
22. La lancia infallibile
23. La magica doccia
24. Il cristallo di salgemma
25. L'albero della conoscenza
26. Il terribile incantesimo

### Quarta stagione
1. La leggenda della piramide senza porte
2. Le due prove del faraone
3. Il malvagio Olta
4. L'antico vaso di creta a forma di piede
5. La ricetta della cioccolata
6. La pallacanestro Maya
7. La grotta dei ghiacci azzurri
8. Il bisonte bianco
9. L'uovo cosmico
10. La porta d'acqua
11. Il pomo della discordia
12. L'esercito di terracotta
13. Il carro di Thor
14. Le mappe capovolte
15. Il serpente arcobaleno
16. Il minotauro
17. La penna di Simurgh
18. La grande prova
19. La salamandra gigante
20. La palla a forma di uovo
21. Il barone Bulagurci
22. Chi ha paura dello yeti?
23. Cilindro gladiatore
24. Il lupo e la luna
25. La dodicesima principessa
26. Mani sporche di cioccolato

### Quinta stagione
1. Il ritorno di Maga Cornacchia
2. Il punto di non ritorno
3. Il multidrago
4. La grotta chiacchierona
5. Il grande fiore
6. La caravella dalle vele nere
7. L'occhio di tigre
8. La parola dimenticata
9. La stella delle nevi
10. Il mestolo della confusione
11. Il mago in pigiama
12. Ho perso la bussola!
13. L'albero dai due tronchi
14. Il primo dinosauro
15. La casa incantata
16. Che tempaccio!
17. La festa d'inverno
18. Il castello di fuoco
19. Penna di merlo
20. Bolle magiche
21. Bambù blu
22. L'albero della vanità
23. La merenda delle streghe
24. Il seme della tempesta
25. La lana trasparente
26. Il gran collegio dei maghi
27. La pozione non scritta
28. C'era una volta
29. Dolce dormire
30. Apriti sesamo!
31. Fante di cuore
32. Capitan Nemo
33. Sandokan e il cilindro della Malesia
34. Il vecchio baule
35. I diamanti della regina
36. Eccesso di velocità
37. La notte prima di Natale
38. Il ponte magico
39. Olly, torna tra noi!
40. L'odissea dei cuccioli
41. La freccia
42. Il cavaliere errante
43. Il primo cavaliere della tavola rotonda
44. L'arte di Diva
45. I quadri parlanti
46. I girasoli volanti
47. Cilindro e Giulietta
48. Giù la maschera
49. Grande capo coniglio nero
50. Il flauto mezzo magico
51. La serenata del coniglio
52. Il tatuaggio